# Nematophylla rugosa
Nematophylla rugosa är en skalbaggsart som beskrevs av Gilbert John Arrow 1906. Nematophylla rugosa ingår i släktet Nematophylla och familjen Melolonthidae. Inga underarter finns listade i Catalogue of Life.